# Asuridia nigriradiata
Asuridia nigriradiata là một loài bướm đêm thuộc phân họ Arctiinae, họ Erebidae.